# Elektronikrack

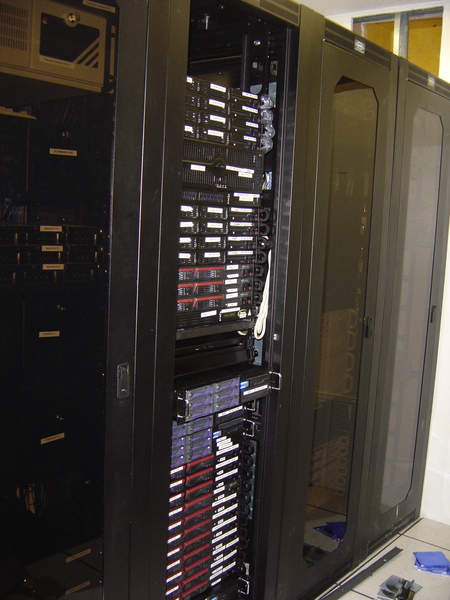
Ett rack med servrar och nätverksutrustning.

Elektronikrack eller bara rack är en ram eller låda för montering eller placering av mindre moduler innehållande elektronik.

## 19-tumsrack
En av de vanligaste rackstandarderna är 19-tumsrack, som beskrivs i IEC 60297 och DIN 41494. Standarden tillämpas över hela världen och har blivit norm för datorer, elektronik, nätverks- och elkraftsutrustning.
Ett rack uppdelas höjdledes i enheter om 1,75 tum (44,45 mm). Dessa enheter kallas ofta för höjdenheter, HE eller U. I Nordamerika kallas de RU (rack units).
För bredd används TE (HP) som är 0,2 tum (5,08 mm). Det medför att en modul i full bredd är 84 TE (426,72 mm).

### Uppbyggnad
Rack är uppbyggt av två vertikala, parallella metallramar. Ramen är 15,875 mm bred och mellanrummet mellan ramverken är 450,85 mm, vilket gör att hela racket blir 19 tum (482,6 mm). I varje ram finns hål för montering av utrustning, dessa hål är identiskt återkommande och finns på båda ramverken vilket möjliggör att man kan montera utrustningen vertikalt i stället. Utrymmet mellan hålens mitt till andra sidan är 466,725 mm.
Hålen i ramarna är vertikalt utsatta och återkommande i tre par, efter var tredje hål så finns ett längre mellanrum, och de tre hålen upprepas jämnt efter 44,45 mm. Mellanrummet mellan de tre hålen är 15,875 mm sedan följer ett mellanrum på 12,7 mm. Sedan upprepas de tre hålen med 15,875 mm följt av mellanrummet 12,7 mm igen o.s.v.

Avstånd i millimeter.
Exempel på rackenheters storlek.